# 120 État 2029 à 2099 et 2500 à 2528

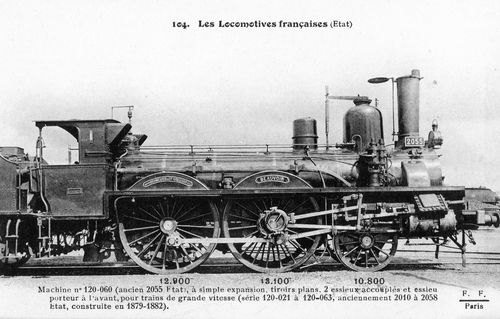
Locomotive 2055 construite par Schneider.

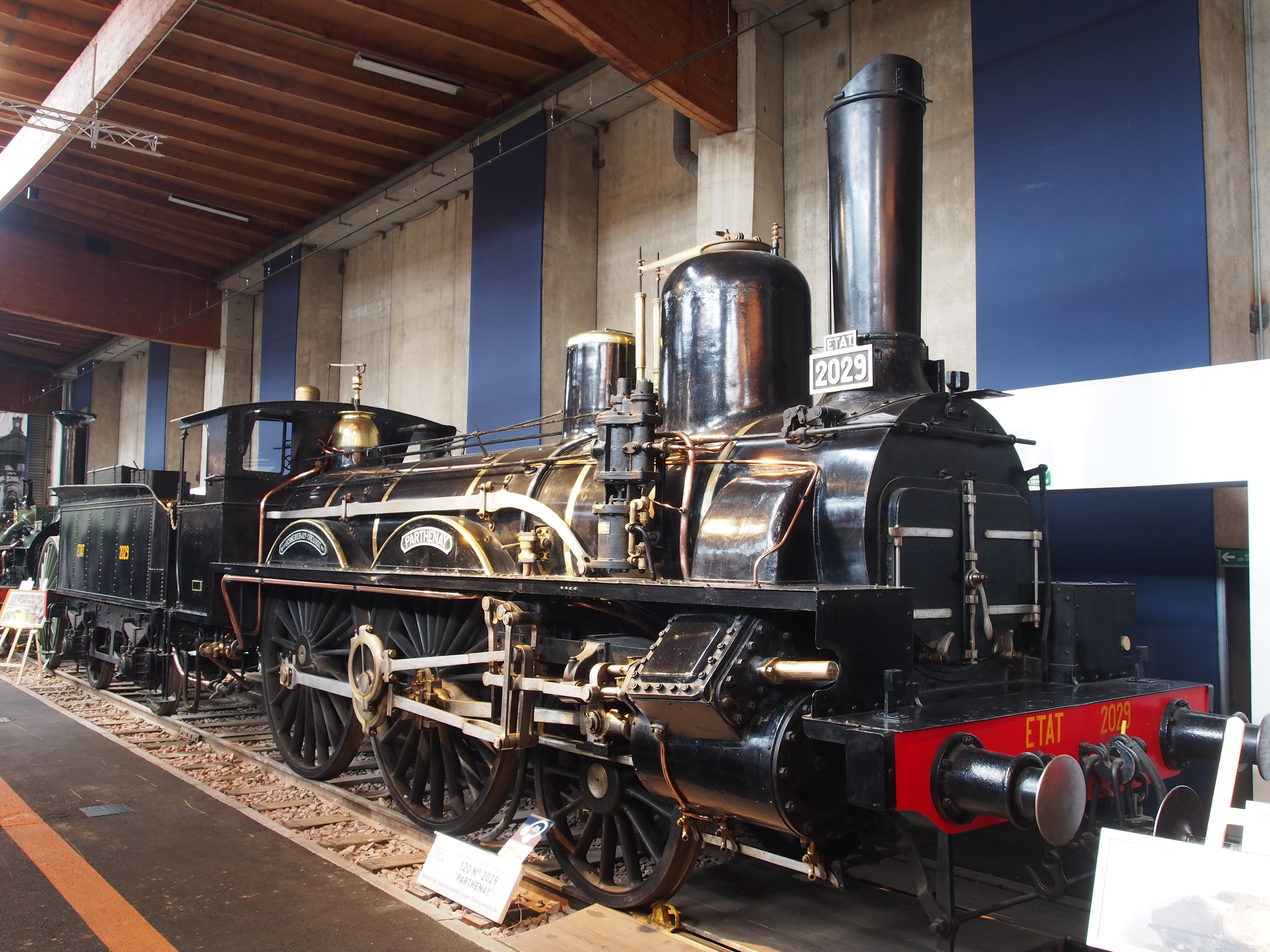
Locomotive 2029, exposée à la cité du train.

Les 120 État 2029 à 2099 et 2500 à 2528 sont des locomotives de vitesse des chemins de fer de l'Etat utilisées pour les trains de voyageurs.

## La construction
La construction se déroule dans l'ordre suivant:
n° 2029-2078, livrées par Schneider et Cie en 1883
n° 2079-2099, livrées par Fives-Lille en 1883
n° 2500-2528,  livrées par Fives-Lille en 1883

## Histoire
Les 120 État 2029 à 2099 et 2500 à 2528 sont affectées aux trains rapides du réseau. Elles deviennent en 1909 les 120-021 à 120-118. En 1938, lors de la création de la SNCF, elles formeront la série des 3-120 A 36 à 120 A 116. La locomotive 2029 a été preservée. Elle est exposée à la Cité du train à Mulhouse.

## Caractéristiques
- Pression de la chaudière : 8,8 kg/cm2
- Surface de grille : 1,33 m2
- Surface de chauffe : 124,20 m2
- Diamètre des cylindres HP : 440 mm
- Diamètre des cylindres BP : 650 mm
- Diamètre des roues motrices : 2 020 mm
- Empattement des roues motrices: 4 m
- Empattement des roues directrices :
- Masse en ordre de marche : 35,800 t
- Masse adhérente : 32,4 t
- Longueur hors tout : 10,174 m
- Masse du tender en ordre de marche
- Capacité du tender en eau: 6,5 l[1]